# Lukáš Vecheta
Lukáš Vecheta (* 10. Mai 1986 in Brünn) ist ein tschechischer Grasskiläufer. Er startet seit 2004 im Weltcup und nahm bisher an zwei Weltmeisterschaften teil. 

## Karriere
Vechetas erstes Großereignis war die Juniorenweltmeisterschaft 2004 in Rettenbach. Dabei erreichte er jeweils Platz zehn im Slalom und in der Kombination sowie Rang 26 im Super-G und Rang 33 im Riesenslalom. Die ersten Weltcuprennen bestritt er im August 2004 in Nové Město na Moravě, kam dabei aber in keinem Bewerb in die Punkteränge, also unter die besten 30. Seine ersten Weltcuppunkte gewann er am 16. Juli 2005 mit Rang 21 im Riesenslalom von Forni di Sopra. Am nächsten Tag wurde er 25. im Super-G, womit er in der Saison 2005 Platz 36 im Gesamtweltcup belegte. Bei der Juniorenweltmeisterschaft 2005 wurde er jeweils Achter im Slalom und in der Kombination sowie Zwölfter im Super-G und 13. im Riesenslalom. In der Saison 2006 fuhr Vecheta in allen Weltcuprennen, außer im Slalom von Sattel, bei dem er im zweiten Durchgang ausfiel, unter die schnellsten 21. Sein bestes Resultat war der 13. Platz im Slalom von České Petrovice. Im Gesamtweltcup erreichte er dadurch den 20. Platz und somit sein bisher bestes Gesamtergebnis. Bei der Juniorenweltmeisterschaft 2006 in Horní Lhota u Ostravy kam er dreimal unter die schnellsten zehn: Im Riesenslalom wurde er Sechster, im Slalom Siebenter und mit Platz 18 im Super-G Achter in der Kombination.
Im Jahr 2007 nahm Vecheta erstmals an einer Weltmeisterschaft in der Allgemeinen Klasse teil, konnte sich dabei aber zumeist nur im hinteren Feld klassieren. Sein bestes Resultat war Platz 21 im Slalom, von 26 gewerteten Läufern. Im Weltcup fuhr er in der Saison 2007 viermal unter die besten 25 und fiel damit in der Gesamtwertung auf Rang 30 zurück. In der Weltcupsaison 2008 kam er mit vier Top-20-Resultaten auf Rang 28 im Gesamtklassement. In der Saison 2009 konnte Vecheta in sieben Weltcuprennen punkten. Fünfmal davon kam er unter die schnellsten 20, als bestes Resultat erzielte er Platz zwölf im ersten Slalom von Čenkovice. Im Gesamtweltcup erreichte er trotzdem nur Platz 31. Bei der Weltmeisterschaft 2009 fuhr der Tscheche auf Platz 18 im Slalom, Platz 24 in der Super-Kombination, Rang 37 im Super-G und Rang 40 im Riesenslalom. Zu Beginn der Saison 2010 erzielte er den 16. Platz im Riesenslalom von Čenkovice und am folgenden Tag mit Platz zehn im Slalom sein erstes Top-10-Ergebnis. Im Rest des Sommers nahm er aber an keinen weiteren Weltcuprennen teil, weshalb er im Gesamtweltcup auf Rang 46 zurückfiel. In der Saison 2011 startete Vecheta neben Rennen im Tschechien Cup nur in jeweils zwei Weltcup- und FIS-Rennen in seinem Heimatland. Dabei erreichte er am 7. August 2011 mit Platz acht im Slalom von Předklášteří sein bisher bestes Weltcupresultat. 2012 nahm er an keinen internationalen Wettkämpfen, sondern nur an einem Rennen des Tschechien-Cups teil.
Von 2001 bis 2007 nahm Vecheta auch an Wettbewerben im Alpinen Skilauf teil. Bei FIS-Rennen kam er dabei zweimal unter die besten 30.

## Erfolge

### Weltmeisterschaften
- Olešnice v Orlických horách 2007: 21. Slalom, 37. Riesenslalom, 43. Super-Kombination, 45. Super-G
- Rettenbach 2009: 18. Slalom, 24. Super-Kombination, 37. Super-G, 40. Riesenslalom

### Juniorenweltmeisterschaften
- Rettenbach 2004: 10. Slalom, 10. Kombination, 26. Super-G, 33. Riesenslalom
- Nové Město na Moravě 2005: 8. Slalom, 8. Kombination, 12. Super-G, 13. Riesenslalom
- Horní Lhota u Ostravy 2006: 6. Riesenslalom, 7. Slalom, 8. Kombination, 18. Super-G

### Weltcup
- Zwei Platzierungen unter den besten zehn